# Кавазашвілі Анзор Амберкович
Анзор Амберкович Кавазашвілі (груз. ანზორ კავაზაშვილი, рос. Анзор Амберкович Кавазашвили; нар. 19 липня 1940, Батумі) — радянський футболіст, що грав на позиції воротаря. По завершенні ігрової кар'єри — футбольний тренер. Один із найкращих голкіперів в історії радянського футболу.

## Клубна кар'єра
Вихованець батумського футболу. В 1957 році отримав запрошення захищати кольори тбіліського «Динамо». Протягом трьох сезонів був дублером Сергія Котрікадзе, в чемпіонаті СРСР провів п'ять матчів. 1960 року був основним голкіпером «Зеніту». Брав участь в усіх лігових матчах ленінградської команди.
Своєю грою за останню команду привернув увагу старшого тренера діючого чемпіона — Віктора Маслова. 60-ті роки були найкращим періодом в історії «Торпедо». Команда була одним із лідерів радянського футболу, в її складі виступали знані майстри шкіряного м'яча: Віктор Шустиков, Валерій Воронін, Валентин Іванов і Едуард Стрельцов. Перші два роки здебільшого заліковував травми і нечасто грав. Ситуація змінилася в 1963 році — його конкурента по позиції призвали до лав Радянської Армії, а Кавазашвілі став основним голкіпером клубу на наступні шість років.
В чемпіонаті 1964 «торпедівці» набрали однакову кількість очок з тбіліським «Динамо», але поступилися останнім у додатковому матчі за перше місце. Наступного року, в напруженній боротьбі з київським «Динамо», здобули золоті нагороди першості СРСР. У фіналі кубку СРСР 1968, з мінімальним рахунком, перемогли ташкенський «Пахтакор».
Перед початком сезону-69 Анзор Кавазашвілі вирішив продовжити ігрову кар'єру в «Спартаку». У 1969 році «червоно-білі» перервали трирічну гегемонію київського «Динамо» в чемпіонатах СРСР. Наступного року здобули бронзу. Напруженим видався фінал кубку 1971 р. У першому поєдинку була зафіксована нічия з СКА (Ростов-на-Дону). Наступного дня відбувся додатковий матч. Тренер «Спартака» Микита Симонян поставив у ворота замість Йонаса Баужи Анзора Казавашвілі. Останній звів нанівець всі намагання форвардів суперника, у підсумку — перемога московської команди.
Всього у вищій лізі провів 274 матчі, у кубку СРСР — 30 поєдинків. Виходив на поле в усіх матчах московських команд в європейських клубних турнірах (всього 15). Був учасником дебютної гри в кубку європейських чемпіонів — супротив міланського «Інтера». Завершив професійну ігрову кар'єру у клубі першої ліги — «Торпедо» (Кутаїсі), за який виступав протягом 1972 року (провів 31 матч).

## Виступи за збірну
Перший матч за національну збірну провів 27 червня 1965 року в Москві. Господарі здобули переконливу перемогу над збірною Данії (6:0). Відіграв один тайм у наступному матчі з дворазовими чемпіонами світу — бразильцями. Вразити ворота Кавазашвілі вдалося лише «королю футболу» Пеле. Був дублером Льва Яшина на чемпіонаті світу 1966 в Англії. Провів два матчі групового етапу проти збірних КНДР (3:0) і Чилі (2:1). На чемпіонаті Європи 1968 провів чотири матчі першого етапу і один у чвертьфіналі, зі збірною Угорщини. У півфіналі та матчі за третє місце ворота радянської збірної захищав гравець «Пахтакора» Юрій Пшеничников. На чемпіонаті світу 1970 року у Мексиці був гравцем основного складу, провів чотири матчі. Чвертьфінал з Уругваєм став останнім поєдинком у збірній СРСР. Усього за шість років, у складі головної команди країни, провів 29 матчів (19 пропущених голів). Більшу кількість поєдинків провели лише три голкіпери: Рінат Дасаєв (91), Лев Яшин (74) і Євген Рудаков (48).
Двічі визнавався найкращим воротарем країни (1965, 1967). Заслужений майстер спорту СРСР. За версією спортивного тижневика «Футбол-Хоккей» посів друге місце серед найкращих футболістів СРСР 1969 року. Входить до почесного «Клубу Льва Яшина» — переліку радянських голкіперів, які змогли зберегти свої ворота «сухими» в ста матчах вищого рівня. До Кавазашвілі сто поєдинків «на нуль» вдалося провести лише Льву Яшину (1962 рік) і Володимиру Маслаченко (1966).

## Кар'єра тренера
Розпочав тренерську діяльність невдовзі по завершенні кар'єри гравця. У 1973 році очолив тренерський штаб клубу другої ліги — «Спартак» (Кострома). Наступного року зіграв декілька матчів в офіційних матчах. Працював головним тренером збірних Чаду і Гвінеї. Двічі очолював юнацьку збірну РРФСР (1978, 1981–1983). 
Працював у Федерації футболу РРФСР, Держкомспорті Росії. Очолює Всеросійську асоціацію футболу. В 2000 році нагороджений орденом Пошани.

## Досягнення
- Чемпіон СРСР (2): 1965, 1969
- Срібний призер (1): 1964
- Бронзовий призер (2): 1968, 1970
- Володар кубка СРСР (2): 1968, 1971